# Alexander von Medem
Alexander Friedrich Graf von Medem (* 5. März 1803 in Mitau; † 24. August 1859 in Shanghai) war ein russischer Diplomat.

## Leben
Graf Medem studierte ab 1822 an der Georg-August-Universität Rechtswissenschaften und wurde 1823 Mitglied der Curonia Goettingensis VII. Nach Beendigung des Studiums trat er in den diplomatischen Dienst des Russischen Kaiserreichs. Zu Beginn seiner Dienstzeit war er bei verschiedenen orientalischen Gesandtschaften, unter anderem in Istanbul tätig. 1838 wurde er zum Generalkonsul in Alexandria ernannt. Von 1841 bis 1845 war er Bevollmächtigter Minister des Russischen Kaiserreichs in Teheran, von 1848 bis 1854 in Rio de Janeiro und von 1854 bis 1855 in Washington. 1854 erfolgte seine Ernennung zum Geh. Rat. Zuletzt war er in Shanghai tätig. Seine Eltern waren Graf Christoph Johann Friedrich von Medem (1763–1838) und dessen Ehefrau Gräfin Louise von der Pahlen (1778–1831). Seine Brüder waren der russische Diplomat Paul von Medem und der kurländische Kreismarschall und Landesbevollmächtigte Peter von Medem.